# Паяжината на Шарлот 2: Голямото приключение на Уилбър
„Паяжината на Шарлот 2: Голямото приключение на Уилбър“ (на английски: Charlotte's Web 2: Wilbur's Great Adventure) е продължение на хитовата детска анимация от 1973 г. „Паяжината на Шарлот“. Филмът е издаден директно на видео на 18 март 2003 г. Продукция на Парамаунт Пикчърс, Universal Pictures, Universal Animation Studios и Никелодеон, филмът е разпространяван от Paramount Home Entertainment в Северна Америка и Universal Studios Home Entertainment в други страни.

## Сюжет
Действието се развива след смъртта на паяка Шарлот. Във фермата на господин Зукерман пристига агнето Кардиган и прасето Уилбър се сприятелява с него. Агнето е продадено на друг фермер и Уилбър се безпокои за съдбата на своя нов приятел. С помощта на плъха Темпълтън и три от дъщерите на Шарлот, прасето се опитва да върне Кардиган у дома.